# Pietro Lombardo
För teologen med samma namn, se Petrus Lombardus.

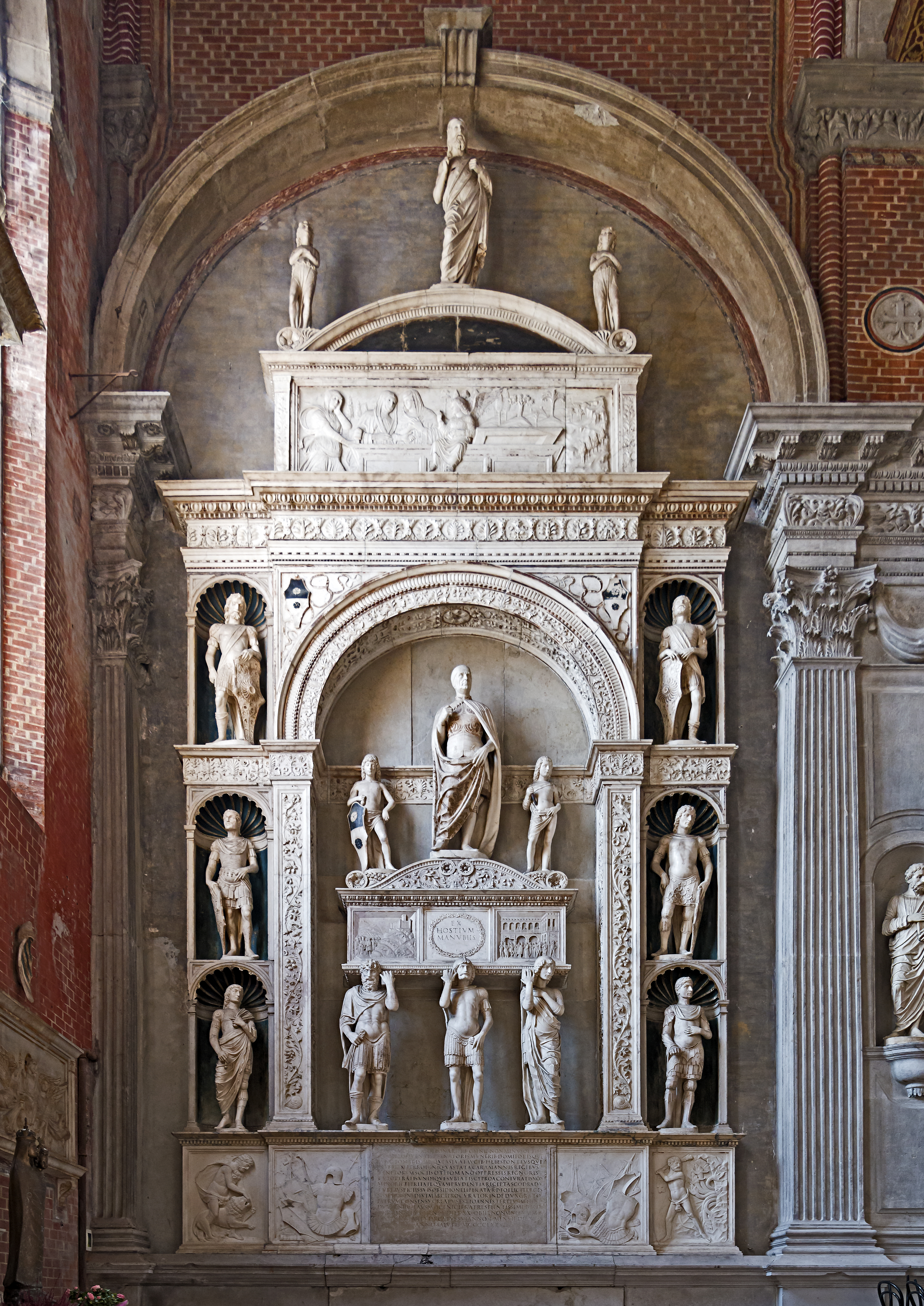
Gravvård över Pietro Mocenigo.

Pietro Lombardo, född omkring 1435 i Carona, död 1515 i Venedig, var en italiensk skulptör och arkitekt.
Pietro Lombardo stammade från Lombardiet, men verkade i Venedig. Mest känd är han för flera gravvårdar, bland annat över Dante Alighieri. Han lät även slutföra bygget av Ca' Vendramin Calergi. Han var far till arkitekterna Tullio Lombardo och Antonio Lombardo som assisterade sin far som vuxna och som under hans överinseende bland annat skapade Onigomonumentet i San Nicolò i Treviso år 1490.
Mellan åren 1481 och 1489 var Pietro Lombardo arkitekt och skulptör för renässanskyrkan Santa Maria dei Miracoli i Venedig. Och mellan 1498 och 1515 verkade han i Dogepalatset.

## Verk av Pietro Lombardo
- Malipiero-monumentet, kyrkan Santi Giovanni e Paolo, Venedig (cirka 1463)
- Monument över Antonio Roselli, kyrkan Santo Antonio, Padua, (1464–1467)
- Casa Olzignan, Padua
- Monumentet över Doge Pietro Mocenigo, kyrkan Santi Giovanni e Paolo, Venedig, (cirka 1476–1481)
- Gravvård över Dante Alighieri, Ravenna, (1482)
- Gravvård över Zanetti, katedralen i Treviso, (1485)